# Christian Gottlob Langwagen
Christian Gottlob Langwagen (getauft 6. Februar 1752 in Dresden; † 13. August 1805 in Braunschweig) war ein deutscher Architekt und Braunschweiger Hofbaumeister.

## Leben
Der vermutlich aus armen Verhältnissen stammende gelernte Steinhauer studierte ab 1770 Kupferstechen an der Kunstakademie Dresden. Dort zeigte er ein ausgeprägtes Interesse an der Baukunst und wurde Schüler des Dresdner Hofbaumeisters Friedrich August Krubsacius.
Herzog Karl Wilhelm Ferdinand von Braunschweig berief ihn schließlich in seine Residenzstadt, wo er ihn 1777 zum Hofbaumeister ernannte. Langwagen unternahm Studienreisen nach Berlin (1789), Mittel- und Süddeutschland (1792) und Hamburg (1796). Bis zur Einstellung Peter Joseph Krahes 1803 war Langwagen Erster Entwurfsarchitekt im Herzogtum. Er starb 1805 in Braunschweig.

## Werke

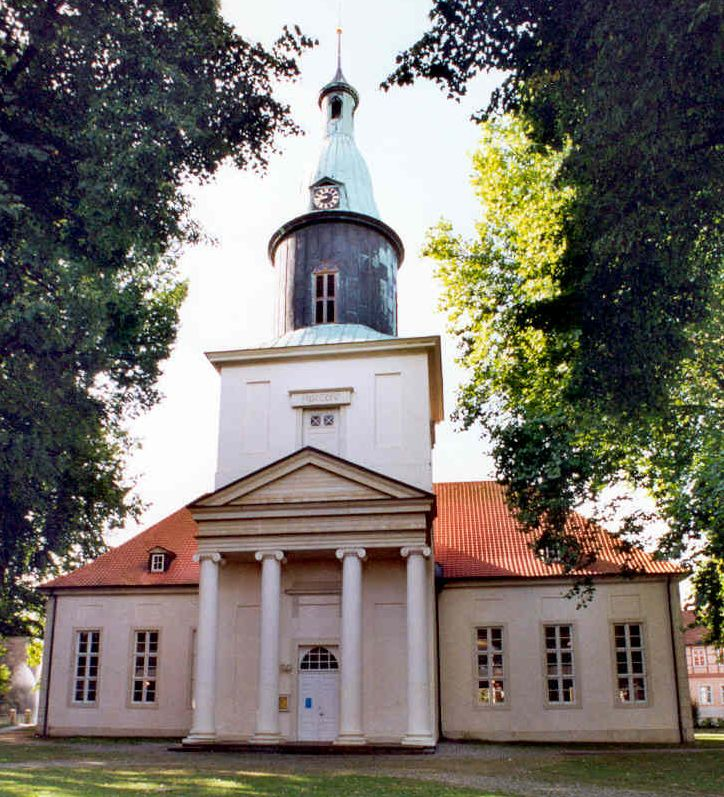
Michaeliskirche in Fallersleben

Die Mehrzahl der von Langwagen in Braunschweig errichteten Bauten ist heute zerstört. In den Jahren 1786 bis 1788 baute er am damaligen Augustplatz ein Palais für Johann Conrad Riedesel, welches 1884 an den Gastwirt Danne („Dannes Hotel“) verkauft und 1944 weitgehend zerstört wurde. Er entwarf das 1787 bis 1792 gebaute Palais für den Oberkammerrat von Veltheim am Damm 16, später als „Brünings Saalbau“ bekannt (1944 zerstört und abgerissen). 1789 gestaltete Langwagen das Innere der Michaeliskirche vollständig neu (u. a. Kanzel, Altar, Gestühl). Der klassizistische Mittelbau des Residenzschlosses wurde 1790 vollendet und brannte bereits 1830 ab. Die 1788 bis 1791 neu erbaute Lange Brücke zwischen Altstadt und Altewiek wurde 1879 im Zuge der Okerkanalisierung abgebrochen. Heute noch erhalten sind zwei 1783 bis 1786 errichtete Fachwerknebengebäude für Schloss Richmond, für welches Langwagen 1785 auch eine „Laterne“ entwarf. 1791/92 folgte das Haus zur Sonne am Kohlmarkt. Von dem 1793 bis 1798 erbauten spätbarock-frühklassizistischen Landschaftlichen Haus an der Martinikirche existiert nur noch der in das neue Amtsgericht integrierte Portikus. Außerhalb Braunschweigs schuf er Bürgerhäuser in Wolfenbüttel, Schulgebäude, Pfarrhäuser und Industriebauten. Von seinen Kirchenbauten ist die 1802 bis 1805 entstandene Michaeliskirche in Fallersleben zu nennen.